# Urolophus
Az Urolophus a porcos halak (Chondrichthyes) osztályának sasrájaalakúak (Myliobatiformes) rendjébe, ezen belül az Urolophidae családjába tartozó nem.
Családjának a típusneme.

## Tudnivalók
Az Urolophus-fajok előfordulási területe az Indiai-óceán keleti felén, valamint a Nyugat-Csendes-óceánban van. Ezek a porcos halak fajtól függően 23-80 centiméteresek.

## Rendszerezés
A nembe az alábbi 21 élő faj és 2 fosszilis faj tartozik:
- Urolophus aurantiacus Müller & Henle, 1841
- Urolophus bucculentus Macleay, 1884
- Urolophus circularis McKay, 1966
- Urolophus cruciatus (Lacepède, 1804) - típusfaj
- Urolophus deforgesi Séret & Last, 2003
- Urolophus expansus McCulloch, 1916
- Urolophus flavomosaicus Last & Gomon, 1987
- Urolophus gigas Scott, 1954
- Urolophus javanicus (Martens, 1864)
- Urolophus kaianus Günther, 1880
- Urolophus kapalensis Yearsley & Last, 2006
- Urolophus lobatus McKay, 1966
- Urolophus mitosis Last & Gomon, 1987
- Urolophus neocaledoniensis Séret & Last, 2003
- Urolophus orarius Last & Gomon, 1987
- Urolophus papilio Séret & Last, 2003
- Urolophus paucimaculatus Dixon, 1969
- Urolophus piperatus Séret & Last, 2003
- Urolophus sufflavus Whitley, 1929
- Urolophus viridis McCulloch, 1916
- Urolophus westraliensis Last & Gomon, 1987

- †Urolophus bicuneatus Noetling, 1885
- †Urolophus crassicaudatus Blainville, 1818